# Шараф-Рашидовський район

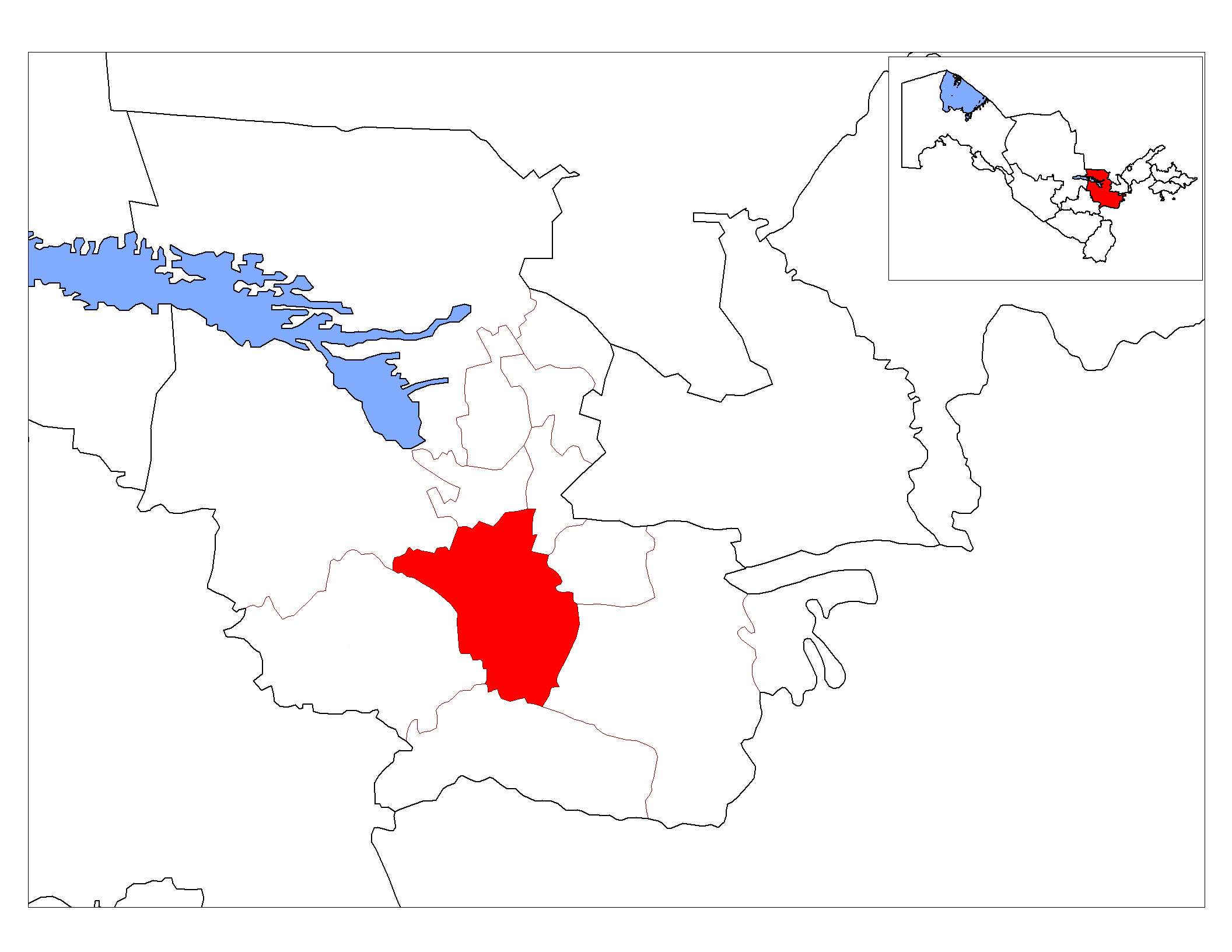
Розташування району в Джиззацькій області.

Шараф-Рашидовський район (до 2017 року — Джиззацький; узб. Шароф Рашидов тумани, Sharof Rashidov tumani) — район у Джиззацькій області Узбекистану. Розташований у центральній частині області. Утворений в 1926 році. Центр — міське селище Учтепа.
| Узбекистан | Це незавершена стаття з географії Узбекистану. Ви можете допомогти проєкту, виправивши або дописавши її. |